# Maria Orska
Maria Orska, gebürtig Rahel Blindermann, russisch Мария Орская/Marija Orskaja (4. Märzjul. / 16. März 1893greg. in Nikolajew, Russisches Kaiserreich – 16. Mai 1930 in Wien) war eine Theater- und Kinoschauspielerin russisch-jüdischer Herkunft.

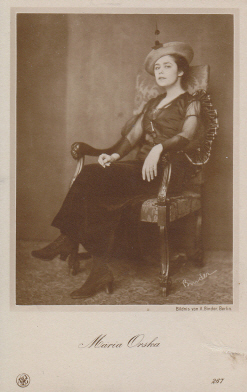
Aufnahme von Alexander Binder

Daisy Orska als Salome. Foto von Arnold Mocsigay, um 1911

## Leben
Maria Orska entstammte einer angesehenen Familie, ihr Vater war Rechtsanwalt und Mitglied des Stadtrats von Nikolajew. Bereits in ihrer Jugend fiel sie durch ihre große Spielfreude und schauspielerisches Talent auf. Sie wurde von dem deutschen Schauspieler Ferdinand Gregori in St. Petersburg entdeckt und 1909 an das von ihm geleitete Konservatorium in Wien geholt. 1910 folgte sie Gregori an das Hoftheater Mannheim, wo sie als „Daisy Orska“ debütierte und in Stücken von Strindberg und Schnitzler auf sich aufmerksam machte. 1911 kam sie an das Schauspielhaus in Hamburg und wechselte im Sommer 1914, unmittelbar vor Beginn des Ersten Weltkriegs, nach Berlin. Im gleichen Jahr wurde sie Edith Andreae „als junge Anfängerin ans Herz gelegt“, womit eine langjährige intensive Freundschaft begann.
In Berlin besetzte die Exil-Russin mehrfach weibliche Hauptrollen in Werken Strindbergs, Wedekinds und Pirandellos. Seit 1915 wirkte sie auch in Stummfilmen mit, wiederholt unter der Regie von Max Mack. Das Theater blieb jedoch ihr hauptsächliches Arbeitsgebiet, besonders das Hebbel-Theater, wo sie sich in den 1920er Jahren mit ihrer intellektuell-ästhetisierenden Spielweise großer Beliebtheit erfreute. Im von der Hungersnot bestimmten Kriegswinter 1916 stieß die Schauspielerin in der Rolle der Lulu im Theaterstück Der Erdgeist von Frank Wedekind beim Berliner Publikum auf Begeisterung. 1927 folgte eine Aufführung von Hans Kaltnekers Mysterienspiel Die Schwester am Theater in der Königgrätzer Straße in Berlin, in der Orska die lesbische Ruth spielte.
1920 heiratete sie den Bankier Hans von Bleichröder (1888–1938), einen Enkel von Gerson von Bleichröder. Die Ehe wurde 1925 geschieden. Maria Orska litt unter einer schon länger bestehenden Suchterkrankung und war abhängig von Tabletten und Opiaten, was 1930 letztendlich zu ihrem Suizid führte.
Im September nach ihrem Tod wurden in ihrer Wiener Wohnung die Kunstgegenstände und das Mobiliar versteigert. Kurze Zeit später ergriffen die Nationalsozialisten die Macht und damit schwand das Interesse daran, die Erinnerung an eine freie und moderne jüdische Frau wachzuhalten.

## Zitat
„Maria Orska war der Berauschung der Bühne völlig untertan, bis sie darunter zusammenbrach. An dieser seltsamen Erscheinung ließ sich erfahren, wie schwer das Phänomen des Schauspielerischen zu deuten ist. Sie schien ebenso von Kulissenluft eingehüllt, wie sie dann wieder von letzter Schlichtheit war. Sie war Theaterschlange und rechthaberischer Star, etwa in Wildes ‚Salome‘, und war auch die bescheidenste Hedwig in der ‚Wildente‘ [Ibsen]. Sie war heiß und kalt, sie spielte und sie lebte“

## Filmografie
- 1915: Dämon und Mensch
- 1916: Der Sumpf
- 1916: Das Geständnis der grünen Maske
- 1916: Das tanzende Herz
- 1916: Die Sektwette
- 1917: Die schwarze Loo
- 1917: Adamants letztes Rennen
- 1917: Der lebende Tote
- 1920: Die letzte Stunde
- 1921: Der Streik der Diebe
- 1921: Die Bestie im Menschen
- 1922: Opfer der Leidenschaft
- 1922: Fridericus Rex